# Breuberg-Bund

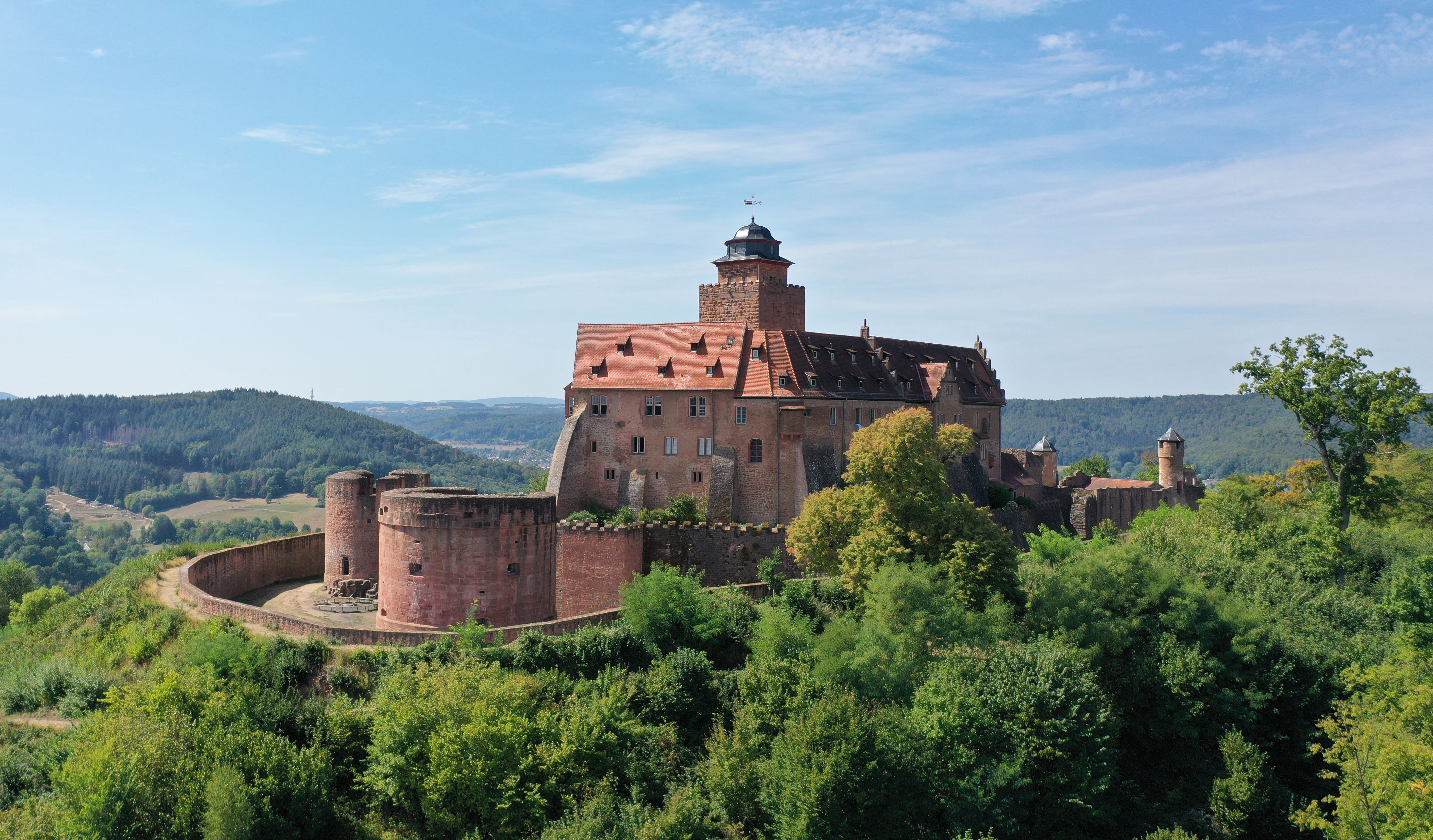
Burg Breuberg, Sitz des Breuberg-Bundes und des Breuberg-Museums

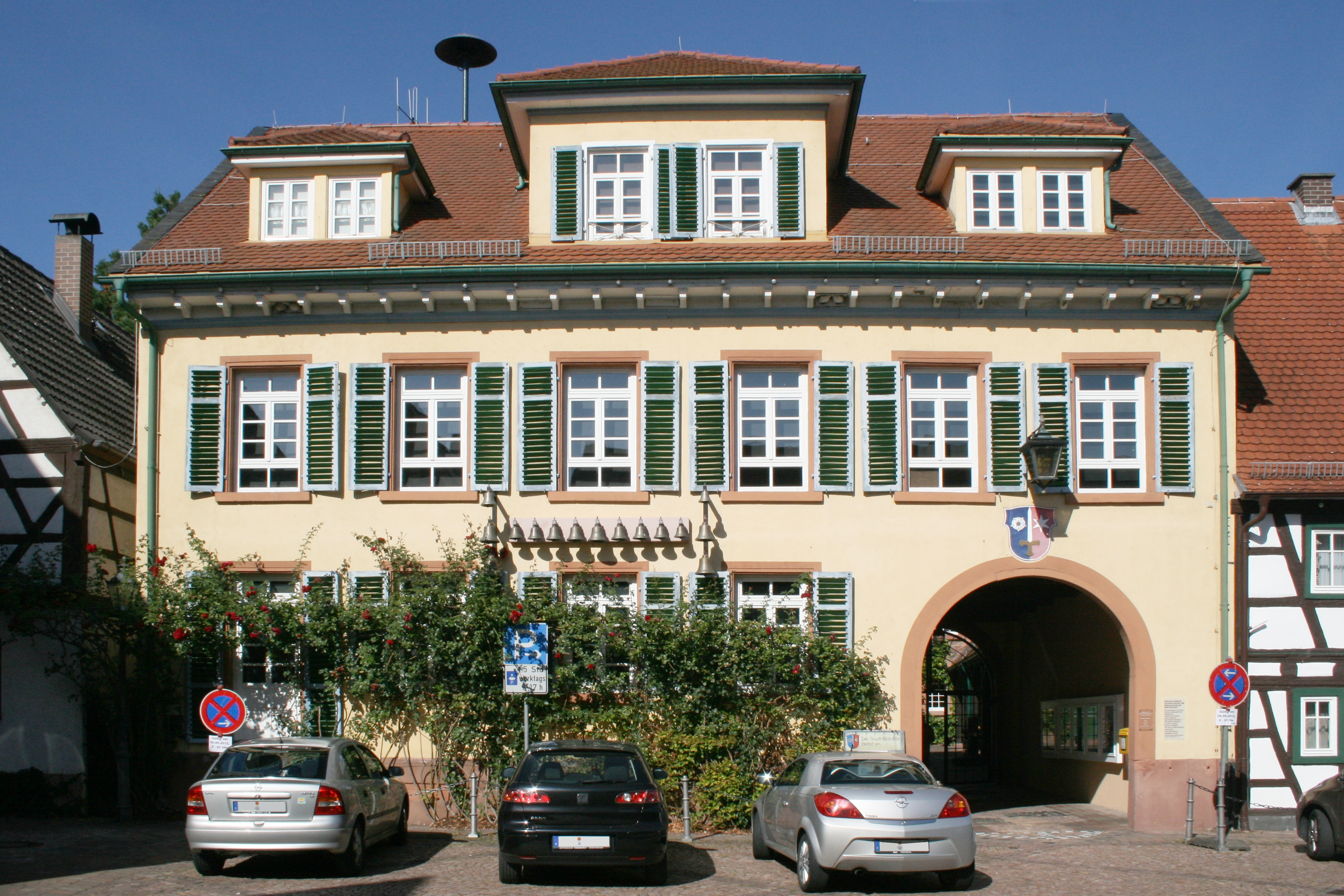
Ehemaliges Kreisamt des Kreises Neustadt, heute Stadtarchiv und Sitz des Breuberg-Bundes

Der Breuberg-Bund, mit vollem Namen Breuberg-Bund – Historische Vereinigung zur Erforschung des Odenwaldes und seiner Randlandschaften e. V., ist eine wissenschaftlich und publizistisch arbeitende Vereinigung, die sich der historischen und kulturellen Erforschung des Odenwalds und seiner Randgebiete widmet. Der Breuberg-Bund wurde am 18. Oktober 1947 auf der Burg Breuberg gegründet.

## Struktur und Aktivitäten
Aktuell zählt der Breuberg-Bund 1100 Mitglieder, hauptsächlich aus dem hessischen, badischen und bayerischen Teil des Odenwaldes, aber auch aus anderen Bundesländern und dem Ausland. Sitz des Sekretariats ist Groß-Bieberau, derzeitiger erster Vorsitzender ist Winfried Wackerfuß.
Der Breuberg-Bund beschäftigt sich hauptsächlich mit der Erforschung der Geschichte (Archäologie, Territorialgeschichte, Genealogie und Heraldik), Kunstgeschichte und Geographie, sowie Landes- und Volkskunde des Odenwaldes. Einen besonderen Schwerpunkt bilden hierbei Aktivitäten zur Erhaltung der Burg Breuberg, und der Unterhaltung des in der Burg befindlichen und vom Verein geführten Breuberg-Museums. Die Vereinigung veranstaltet Tagungen und ist im Bereich der Erwachsenenbildung tätig.
Drei derzeit aktive Arbeitskreise widmen sich einzelnen Schwerpunktthemen:
- Der „Arbeitskreis Flurdenkmäler“ betreibt Denkmaluntersuchung und -inventarisierung.
- Der „Arbeitskreis Atlas für den Odenwald“ ist mit der Erstellung eines regionalen Spezialatlanten beschäftigt, von dem bereits einige Kartenblätter in der Zeitschrift des Breuberg-Bunds vorab publiziert worden sind.
- Der „Arbeitskreis Arnheider Kapelle“ widmet sich in Zusammenarbeit mit der Universität Heidelberg und den zuständigen Denkmalschutzbehörden der Erforschung und Sicherung der Arnheider Kapelle (in anderer Schreibweise auch „Arnheiter Kapelle“). Die Kapelle ist ein Sakralbauwerk aus dem 8. Jahrhundert und möglicherweise älter als die Einhardsbasilika.[1]

Des Weiteren unterhält der Breuberg-Bund eine Spezialbibliothek mit Standort in Breuberg-Neustadt und ist selber publizistisch tätig.

## Publikationen
Periodikum
- Der Odenwald. Zeitschrift des Breuberg-Bundes. Breuberg-Bund, Breuberg-Neustadt seit 1953, ISSN 0029-8360.

Schriftenreihe
- Beiträge zur Erforschung des Odenwaldes und seiner Randlandschaften. (1/1972, 2/1977, 3/1980, 4/1986, 5/1992, 6/1997, 7/2005). Breuberg-Bund, Breuberg-Neustadt seit 1972.[2]

Einzelpublikationen und Quellenschriften
- Winfried Wackerfuß (Hrsg. und Bearb.): Das Zinsbuch der Herrschaft Breuberg von 1426. Breuberg-Bund, Breuberg-Neustadt 2004, ISBN 3-922903-08-8.
- Thomas Steinmetz: Die Schenken von Erbach. Zur Herrschaftsbildung eines Reichsministerialengeschlechtes. Breuberg-Bund, Breuberg-Neustadt 2000, ISBN 3-922903-07-X.
- Winfried Wackerfuß: Kultur-, Wirtschafts- und Sozialgeschichte des Odenwaldes im 15. Jahrhundert. Die ältesten Rechnungen für die Grafen von Wertheim in der Herrschaft Breuberg (1409–1484). Breuberg-Bund, Breuberg-Neustadt 1991, ISBN 3-922903-04-5.
- Winfried Wackerfuß (Hrsg.): Zu Kultur und Geschichte des Odenwaldes. Festgabe für Gotthilde Güterbock. Breuberg-Bund, Breuberg-Neustadt 1991, ISBN 3-922903-01-0.
- Winfried Wackerfuß (Hrsg.): Burg Breuberg im Odenwald. Breuberg-Bund, Breuberg-Neustadt 1979.
- Wolfram Becher und Alfred F. Wolfert: Die Stuckdecke im Rittersaal des Johann Casimir-Baus auf Burg Breuberg. Breuberg-Bund, Neustadt im Odenwald 1979.
- Robert Irschlinger: Zur Geschichte der Herren von Hirschhorn. Breuberg-Bund, Neustadt im Odenwald 1969.